# Berten Coolens
Berten Coolens (Oudenaarde, 1926 - Gent, 1996) was een Belgisch beeldhouwer.

## Levensloop
Coolens werkte als autodidact tot hij van 1946 tot 1950 studeerde aan de Gentse Academie, onder meer bij Albert Servaes. In 1959 werd hij docent aan deze academie.
In 1950 kreeg hij de Godecharleprijs. 
Heel wat van zijn monumentale beeldhouwwerken staan in Gent, op publieke plaatsen of in openbare gebouwen.